# 小德里克·琼斯
小德里克·拉布伦特·琼斯（Derrick Labrent Jones Jr.，1997年2月15日—），美国男子篮球运动员，司职前锋，现效力于洛杉磯快艇。小德里克·琼斯在2016年NBA选秀中落选后，通过菲尼克斯太阳训练营进入NBA，2020年效力于迈阿密热火时获得NBA灌篮大赛冠军。

## 生平

### 早年
小德里克·琼斯来自费城附近的切斯特，以四星级新秀的评级被内华达大学拉斯维加斯分校选中，于2015年入学。

### 大学生涯
2015年7月，ACT测试部门在调查巴尔的摩的圣弗朗西斯学院一处考点时发现了成绩存在统计异常，在该考点参加考试的就包括了小德里克·琼斯。NCAA警告了琼斯并提供了三项选择：重考、仲裁或完全取消成绩。琼斯的律师认为该调查带有种族动机。琼斯坚持自己没有作弊，而他在大学时的平均绩点也保持在3.25。2016年2月，在大一赛季即将结束时，ACT测试部门取消了他的成绩，NCAA也随其取消了小德里克·琼斯的比赛资格。在这一年他共首发15场比赛，场均得分11.5分。

## NBA職業生涯

### 鳳凰城太陽（2016–2017）
2016年夏天，小德里克·琼斯因大学篮球无望，被迫参加了NBA选秀，但没有被一支球队看中。他之后又因伤势缺席了接下来的NBA夏季联赛。同年9月，他和菲尼克斯太阳签下了训练营合同。加入太阳队之后，他主要在发展联盟的附属球队北亚利桑那太阳打球，期间也代表菲尼克斯参加了2017年全明星赛扣篮大赛，次于格伦·罗宾逊三世位居第二。

### 邁阿密熱火（2017–2020）
2017年底，琼斯被菲尼克斯太阳裁掉，5天后签约北亚利桑那太阳，紧接着又和迈阿密热火签下了双向合同。在2020年全明星赛扣篮大赛上，他经过两轮加赛险胜阿隆·戈登获得冠军。
2020年8月14日，瓊斯在與印第安納溜馬中鋒戈加·比塔澤相撞後頸部拉傷。他被擔架抬出了球場。熱火隊進入了2020年NBA總決賽，但在六場比賽中輸給了洛杉磯湖人。

### 波特蘭拓荒者（2020–2021）
2020年11月22日，瓊斯與波特蘭拓荒者簽下了一份為期2年、價值1900萬美元的合約。

### 芝加哥公牛（2021–2023）
2021年8月28日，芝加哥公牛在三隊先簽後換中收購了瓊斯以及一個首輪和第二輪選秀權，克利夫蘭騎士也參與其中。
2022年7月6日，瓊斯與公牛隊續簽了一份為期兩年、價值660萬美元的合約。
2023年6月21日，瓊斯拒絕了價值336萬美元的球員選項，成為自由球員。

### 達拉斯獨行俠（2023–2024）
2023年8月18日，瓊斯與達拉斯獨行俠簽約。2023年10月25日，他在小牛隊以126-119擊敗聖安東尼奧馬刺的比賽中首次代表獨行俠隊出場。儘管最初是替補，但由於他強大的防守表現和對球場的影響力，他在賽季後期獲得了先發位置。在季後賽期間，瓊斯的防守、運動能力和拼搏精神在幾場關鍵比賽中發揮了重要作用，他的阻攻、外線防守和籃板幫助獨行俠隊進入了2024年NBA總決賽。在這輪比賽中，他主要防守對方球隊最好的球員，包括保羅·喬治、謝伊·吉爾杰斯-亞歷山大和安東尼·愛德華茲。瓊斯也繼續提高他的進攻能力，他的外線投籃表現出越來越強的信心，並成為一名可靠的切入籃框的球員。他的出現幫助鞏固了獨行俠隊的輪替陣容，本賽季被認為是他在NBA職業生涯中最具影響力的賽季。他第二次闖入NBA總決賽，但獨行俠隊在五場比賽中輸給了波士頓塞爾提克。

### 洛杉磯快艇（2024–至今）
2024年7月10日，瓊斯與洛杉磯快艇簽約。

## 生涯數據

### 例行賽
| 賽季    | 球隊 | GP  | GS  | MPG  | FG%  | 3P%  | FT%  | RPG | APG | SPG | BPG | PPG |
| ------- | ---- | --- | --- | ---- | ---- | ---- | ---- | --- | --- | --- | --- | --- |
| 2016–17 | PHX  | 32  | 8   | 17.0 | .562 | .273 | .707 | 2.5 | .4  | .4  | .4  | 5.3 |
| 2017–18 | PHX  | 6   | 0   | 5.5  | .500 | .000 | .833 | .7  | .5  | .2  | .7  | 1.5 |
| 2017–18 | MIA  | 14  | 8   | 15.2 | .388 | .188 | .611 | 2.4 | .4  | .2  | .6  | 3.7 |
| 2018–19 | MIA  | 60  | 14  | 19.2 | .494 | .308 | .607 | 4.0 | .6  | .8  | .7  | 7.0 |
| 2019–20 | MIA  | 59  | 16  | 23.3 | .527 | .280 | .772 | 3.9 | 1.1 | 1.0 | .6  | 8.5 |
| 2020–21 | POR  | 58  | 43  | 22.7 | .484 | .316 | .648 | 3.5 | .8  | .6  | .9  | 6.8 |
| 2021–22 | CHI  | 51  | 8   | 17.6 | .538 | .328 | .800 | 3.3 | .6  | .5  | .6  | 5.6 |
| 2022–23 | CHI  | 64  | 0   | 14.0 | .500 | .338 | .738 | 2.4 | .5  | .5  | .6  | 5.0 |
| 2023–24 | DAL  | 76  | 66  | 23.5 | .483 | .343 | .713 | 3.3 | 1.0 | .7  | .7  | 8.6 |
| 生涯    | 生涯 | 420 | 163 | 19.6 | .502 | .316 | .706 | 3.3 | .7  | .6  | .7  | 6.7 |

### 附加賽
| 賽季 | 球隊 | GP | GS | MPG | FG% | 3P% | FT% | RPG | APG | SPG | BPG | PPG |
| ---- | ---- | -- | -- | --- | --- | --- | --- | --- | --- | --- | --- | --- |
| 2022 | CHI  | 2  | 0  | 3.7 | —   | —   | —   | .0  | .0  | .0  | .0  | .0  |
| 生涯 | 生涯 | 2  | 0  | 3.7 | —   | —   | —   | .0  | .0  | .0  | .0  | .0  |

#### 季後賽
| 賽季 | 球隊 | GP  | GS  | MPG  | FG%  | 3P%  | FT%  | RPG | APG | SPG | BPG | PPG |
| ---- | ---- | --- | --- | ---- | ---- | ---- | ---- | --- | --- | --- | --- | --- |
| 2020 | MIA  | 15  | 0   | 6.5  | .471 | .444 | .400 | .8  | .5  | .4  | .3  | 1.5 |
| 2021 | POR  | 2   | 0   | 5.0  | .400 | .000 | —    | .0  | .0  | .5  | .0  | 2.0 |
| 2022 | CHI  | 5   | 0   | 11.8 | .412 | .273 | .667 | 1.4 | .4  | .2  | .0  | 3.8 |
| 2024 | DAL  | 22* | 22* | 29.4 | .481 | .369 | .733 | 3.5 | 1.2 | .5  | 1.0 | 9.1 |
| 生涯 | 生涯 | 44  | 22  | 18.5 | .472 | .356 | .684 | 2.2 | .8  | .4  | .6  | 5.6 |

## 外部連結
- 小德瑞克·瓊斯在NBA官網（英语）
- 小德瑞克·瓊斯在Basketball-Reference.com（NBA）（英语）
- 小德瑞克·瓊斯在Basketball-Reference.com（NBA G聯盟）（英语）
- 小德瑞克·瓊斯在Sports-Reference.com（NCAA）（英语）
- 小德瑞克·瓊斯在ESPN（NBA）（英语）
- 小德瑞克·瓊斯在Eurobasket.com（球員）（英语）
- 小德瑞克·瓊斯在Proballers（英语）
- 小德瑞克·瓊斯在RealGM（英语）